# Nawóz naturalny
Nawóz naturalny – nawóz pochodzenia zwierzęcego, tj. obornik, gnojówka i gnojowica oraz guano. 
Zawiera niezbędne dla roślin składniki pokarmowe w postaci związków organicznych.
Pojęcie to dotyczy także nawozów mineralnych naturalnego pochodzenia, np. kopalnych fosforytów lub mączek skalnych. Nawozy te wykorzystywane są w rolnictwie ekologicznym. 
Cechą nawozów naturalnych jest posiadanie kompleksu pierwiastków potrzebnych roślinom, w zależności jednak od ilości zawartej w nich substancji organicznej, pierwiastki te mogą być bezpośrednio pobierane przez rośliny dopiero po mineralizacji związków organicznych, procesie, który zachodzi dzięki mikroorganizmom glebowym. Mineralizacja zachodzi stopniowo, dlatego działanie tych nawozów jest długotrwałe, przez co oddziałują korzystnie na rośliny o długim okresie wegetacji, np. na ziemniak czy burak. 

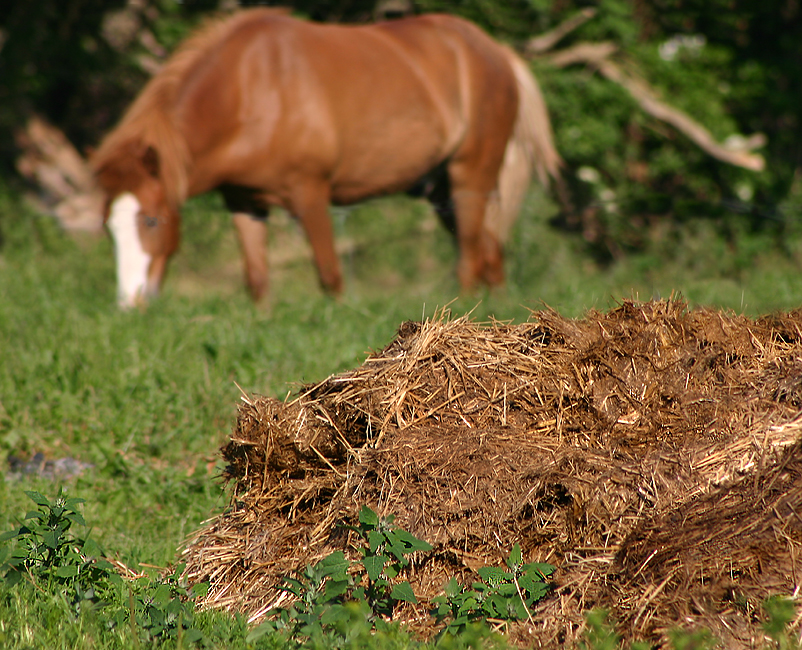
Obornik koński jest obok obornika bydlęcego najważniejszym nawozem naturalnym stosowanym w polskim rolnictwie

Nawozy naturalne są źródłem próchnicy, dlatego ich stosowanie polepsza właściwości fizyczne, chemiczne i biologiczne gleby oraz wzbogaca jej mikroflorę. Nawozy te wymagają wprowadzenia do gleby np. za pomocą pługa.